# Plœuc-L'Hermitage
Plœuc-L'Hermitage [plœk lɛʁmitaʒ] est, depuis le 1er janvier 2016, une commune nouvelle française, située dans le département des Côtes-d'Armor en région Bretagne.

## Géographie
La commune nouvelle regroupe les communes de L'Hermitage-Lorge et Plœuc-sur-Lié qui deviennent des communes déléguées le 1er janvier 2016. Son chef-lieu se situe « Place Louis-Morel » sur le territoire de l'ancienne commune plœucoise.
| Saint-Brandon                | Plaintel, Saint-Carreuc | Hénon               |
| Lanfains, Le Bodéo, Allineuc | Plœuc-L'Hermitage       | Plémy               |
| Saint-Hervé                  | Gausson                 | Plouguenast-Langast |

### Hydrographie
Pour un article plus général, voir Réseau hydrographique des Côtes-d'Armor.
La commune est située dans le bassin Loire-Bretagne. Elle est drainée par le Lié, l'Urne, le Pas, le ruisseau de Duancre, le ruisseau du Drény et un autre petit cours d'eau,.
Le Lié, d'une longueur de 61 km, prend sa source dans la commune  et se jette  dans l'Oust à Forges de Lanouée, après avoir traversé 15 communes. 

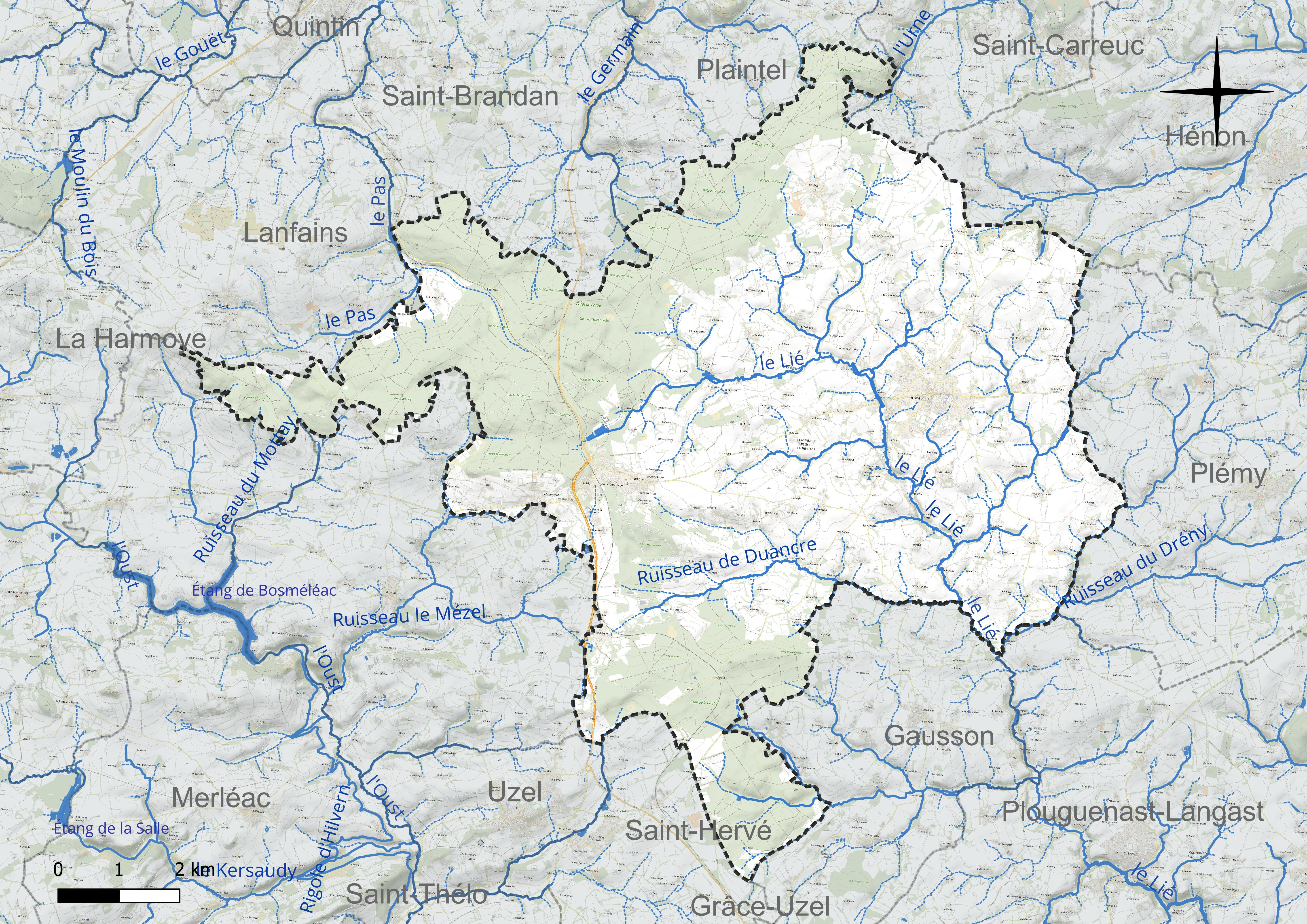
Réseau hydrographique de Plœuc-L'Hermitage.

L'Urne, d'une longueur de 21 km, prend sa source dans la commune de Plaintel et se jette  dans la baie de Saint-Brieuc au niveau de la commune de Langueux, après avoir traversé sept communes. 

### Climat
Le climat qui caractérise la commune est qualifié, en 2010, de « climat océanique franc », selon la typologie des climats de la France qui compte alors huit grands types de climats en métropole. En 2020, la commune ressort du type « climat océanique » dans la classification établie par Météo-France, qui ne compte désormais, en première approche, que cinq grands types de climats en métropole. Ce type de climat se traduit par des températures douces et une pluviométrie relativement abondante (en liaison avec les perturbations venant de l'Atlantique), répartie tout au long de l'année avec un léger maximum d'octobre à février.
Les paramètres climatiques qui ont permis d’établir la typologie de 2010 comportent six variables pour les températures et huit pour les précipitations, dont les valeurs correspondent à la normale 1971-2000. Les sept principales variables caractérisant la commune sont présentées dans l'encadré ci-après.
| Paramètres climatiques communaux sur la période 1971-2000 - Moyenne annuelle de température : 10,7 °C - Nombre de jours avec une température inférieure à −5 °C : 1 j - Nombre de jours avec une température supérieure à 30 °C : 1,4 j - Amplitude thermique annuelle : 11,6 °C - Cumuls annuels de précipitation : 835 mm - Nombre de jours de précipitation en janvier : 13,6 j - Nombre de jours de précipitation en juillet : 7,1 j |

Avec le changement climatique, ces variables ont évolué. Une étude réalisée en 2014 par la Direction générale de l'Énergie et du Climat complétée par des études régionales prévoit en effet que la  température moyenne devrait croître et la pluviométrie moyenne baisser, avec toutefois de fortes variations régionales. La station météorologique de Météo-France installée sur la commune et mise en service en 1986 permet de connaître l'évolution des indicateurs météorologiques. Le tableau détaillé pour la période 1981-2010 est présenté ci-après.
| Mois                                  | jan.           | fév.            | mars          | avril           | mai             | juin            | jui.          | août           | sep.          | oct.          | nov.          | déc.           | année     |
| ------------------------------------- | -------------- | --------------- | ------------- | --------------- | --------------- | --------------- | ------------- | -------------- | ------------- | ------------- | ------------- | -------------- | --------- |
| Température minimale moyenne (°C)     | 2,2            | 2,4             | 3,4           | 4,5             | 7,6             | 9,9             | 12            | 11,8           | 9,6           | 7,8           | 4,6           | 2,5            | 6,5       |
| Température moyenne (°C)              | 5              | 5,7             | 7,6           | 9,2             | 12,6            | 15,1            | 17,1          | 17,3           | 14,7          | 11,7          | 7,9           | 5,4            | 10,8      |
| Température maximale moyenne (°C)     | 7,8            | 9,1             | 11,8          | 13,8            | 17,5            | 20,3            | 22,3          | 22,7           | 19,7          | 15,6          | 11,2          | 8,3            | 15        |
| Record de froid (°C) date du record   | −13 02.01.1997 | −9,5 07.02.1991 | −10 02.03.04  | −5,5 04.04.1996 | −2,5 13.05.1996 | −0,5 09.06.1989 | 3,8 31.07.15  | 1,5 29.08.1989 | −1 28.09.1987 | −7 30.10.1997 | −6 29.11.10   | −10,5 29.12.05 | −13 1997  |
| Record de chaleur (°C) date du record | 16 27.01.03    | 21,4 27.02.19   | 22,5 19.03.05 | 27,8 15.04.15   | 29,5 05.05.1995 | 34,3 30.06.15   | 36,8 23.07.19 | 38,5 09.08.03  | 31 07.09.16   | 28,2 02.10.11 | 20,4 01.11.15 | 16,1 19.12.15  | 38,5 2003 |
| Précipitations (mm)                   | 102,2          | 87,6            | 64,7          | 73,2            | 64,4            | 55,8            | 50,8          | 50,1           | 73,4          | 97            | 104,9         | 105,7          | 929,8     |

## Urbanisme

### Typologie
Au 1er janvier 2024, Plœuc-L'Hermitage est catégorisée bourg rural, selon la nouvelle grille communale de densité à 7 niveaux définie par l'Insee en 2022.
Elle appartient à l'unité urbaine de Plœuc-L'Hermitage, une unité urbaine monocommunale constituant une ville isolée,. Par ailleurs la commune fait partie de l'aire d'attraction de Saint-Brieuc, dont elle est une commune de la couronne,. Cette aire, qui regroupe 51 communes, est catégorisée dans les aires de 200 000 à moins de 700 000 habitants,.

### Occupation des sols

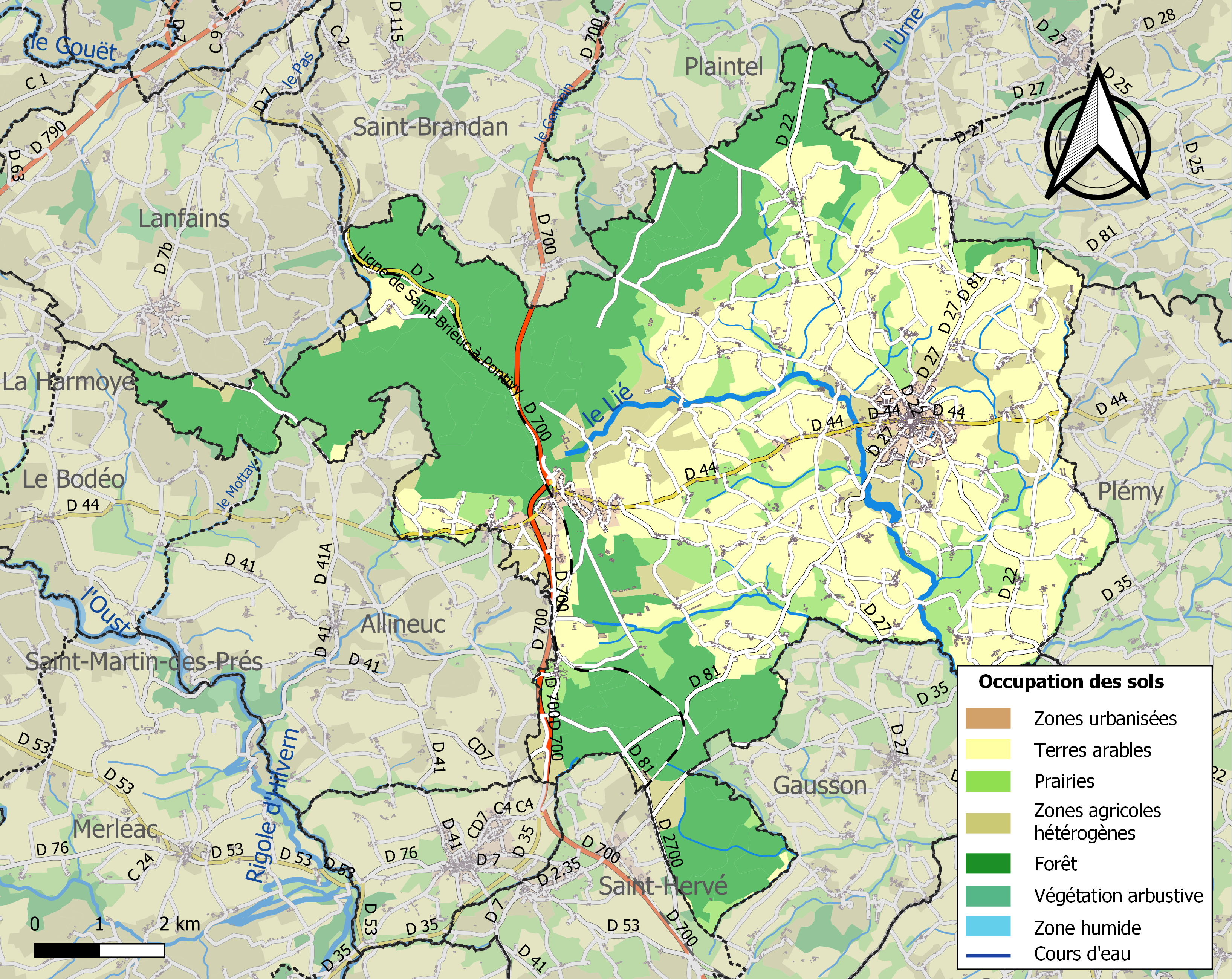
Carte des infrastructures et de l'occupation des sols de la commune en 2018 (CLC).

Le tableau ci-dessous présente l'occupation des sols de la commune en 2018, telle qu'elle ressort de la base de données européenne d’occupation biophysique des sols Corine Land Cover (CLC).
| Type d’occupation                                                                   | Pourcentage | Superficie (en hectares) |
| ----------------------------------------------------------------------------------- | ----------- | ------------------------ |
| Tissu urbain discontinu                                                             | 2,8 %       | 236                      |
| Terres arables hors périmètres d'irrigation                                         | 36,5 %      | 3071                     |
| Prairies et autres surfaces toujours en herbe                                       | 13,7 %      | 1149                     |
| Systèmes culturaux et parcellaires complexes                                        | 9,5 %       | 798                      |
| Surfaces essentiellement agricoles interrompues par des espaces naturels importants | 0,8 %       | 64                       |
| Forêts de feuillus                                                                  | 7,9 %       | 664                      |
| Forêts de conifères                                                                 | 11,4 %      | 962                      |
| Forêts mélangées                                                                    | 17,5 %      | 1472                     |
| Source : Corine Land Cover                                                          |             |                          |

La commune, qui englobe la forêt de Lorge, compte 3 098 ha de forêts, ce qui représente 36,8 % de la surface communale.

## Toponymie
Plœuc : Le nom est attesté sous les formes Ploehuuc en 1182, Pluec en 1330, Ploecgausson en 1369, Pleouc Gausson, Ploeuc-Gausson en 1426, Pleuc Gausson en 1438, Ploeuc-Gausson en 1480, Pleust en 1536 et en 1569.
L’Hermitage : Le nom est attesté sous la forme L'Ermitage en 1446.

## Politique et administration
| Période        | Période                    | Identité         | Étiquette       | Qualité |
| -------------- | -------------------------- | ---------------- | --------------- | --- |
| 4 janvier 2016 | En cours (au 13 juin 2020) | Thibaut Guignard | UMP-LR puis DVD | Aviculteur, ancien collaborateur parlementaire Conseiller départemental du canton de Plaintel (2015 → 2021) 1er vice-président du conseil départemental (2015 → 2020) Vice-président de Saint-Brieuc Armor Agglomération (2017 → ) |

| Nom                   | Code Insee | Intercommunalité            | Superficie (km2) | Population (dernière pop. légale) | Densité (hab./km2) |
| --------------------- | ---------- | --------------------------- | ---------------- | --------------------------------- | ------------------ |
| Plœuc-sur-Lié (siège) | 22203      | CC Centre Armor Puissance 4 | 44,45            | 3 302 (2013)                      | 74                 |
| L'Hermitage-Lorge     | 22080      | CC Centre Armor Puissance 4 | 37,82            | 756 (2013)                        | 20                 |

Les 7 et 8 mars, la ville sera le lieu de rassemblement pour un séminaire européen sur le thème de la place des ruralités en Europe. Parmi les invités, environ 150 proviennent d'États autre que la France. Sont attendus, entre autres, Janusz Wojciechowski (Commissaire européen à l’Agriculture), Clément Beaune (Secrétaire d’État chargé des Affaires européennes), Joël Giraud (Secrétaire d’État chargé de la Ruralité) ou encore Loïg Chesnais-Girard (président du conseil régional de Bretagne). Une rencontre ministérielle binationale entre la France et l'Espagne doit également avoir lieu.

## Culture locale et patrimoine

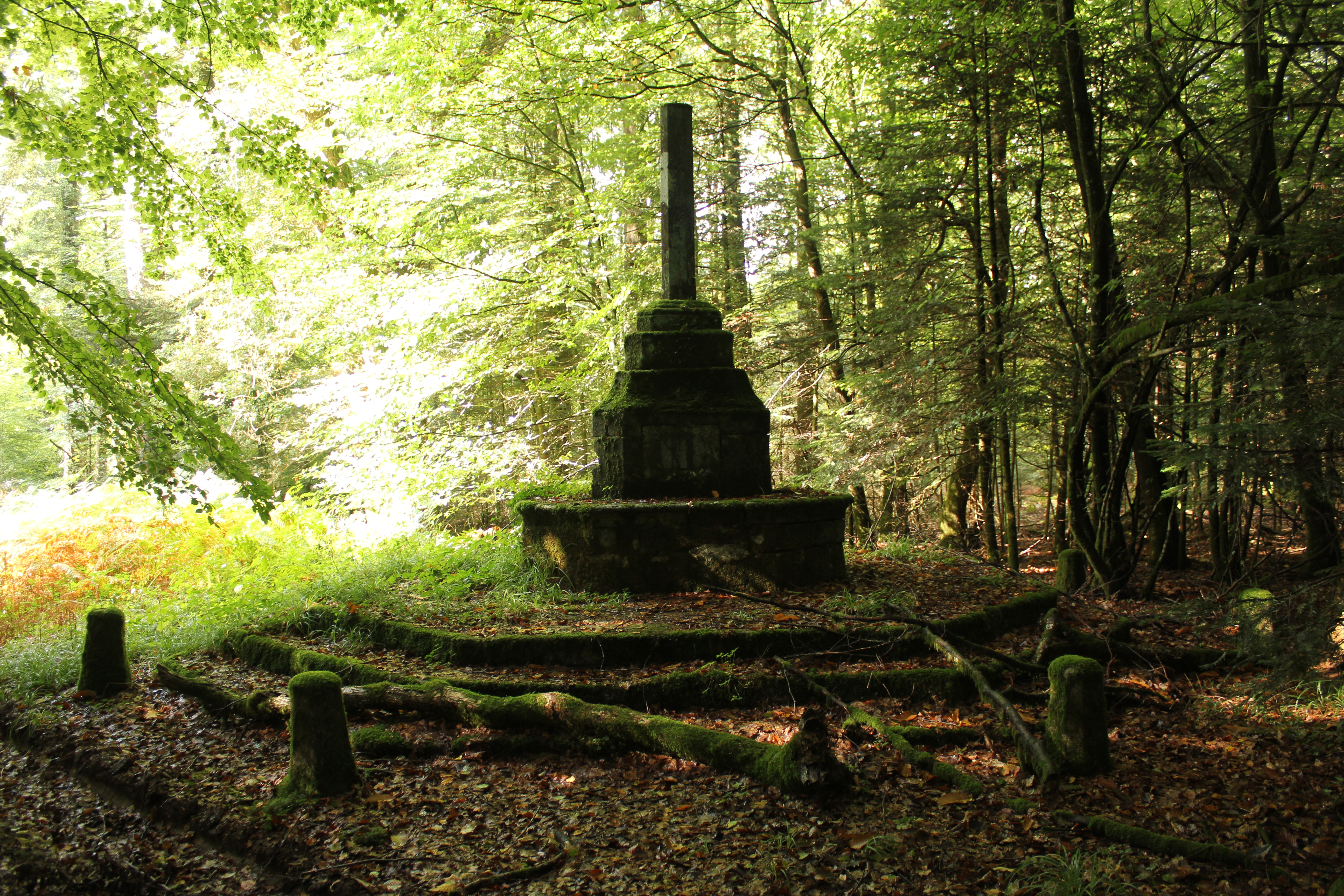
La croix Saint-Lambert.

## Démographie
| 2014  | 2015  | 2016  | 2021  | 2022  |
| ----- | ----- | ----- | ----- | ----- |
| 4 057 | 4 055 | 4 054 | 4 112 | 4 117 |